# Constitución de los Estados Unidos de Venezuela de 1864
La Constitución de los Estados Unidos de Venezuela de 1864 fue sancionada el 28 de marzo de 1864 en la ciudad de Caracas por la Asamblea Constituyente de la Federación, promulgada en Coro por el entonces presidente Juan Crisóstomo Falcón el 13 de abril de 1864 y refrendada por los ministros el 22 de abril de dicho año.
La Asamblea Nacional Constituyente, la cual estaba constituida por 100 diputados elegidos en las provincias, de conformidad con el decreto de 1863 del Ejecutivo Federal. En este decreto se convocaba al pueblo para efectuar las elecciones correspondientes. La Asamblea Nacional Constituyente de la Federación se instaló solamente en Caracas, el 24 de diciembre de 1863, con la asistencia de 69 diputados.
Aunque tuvo una vigencia de solo 10 años, históricamente se considera una de las constituciones venezolanas más importantes por su contenido, sobre todo por establecer un sistema federal para la Venezuela de entonces. Acentúa los aspectos de descentralización de la constitución anterior de 1858 y se le agrega de forma más explícita el término «federal».

## Características
- Se declara que las antiguas provincias constituyen, en adelante, 20 estados independientes, cuyo conjunto forman una nación libre.
- Se cambia el nombre de «República de Venezuela» a «Estados Unidos de Venezuela», el cual persiste hasta 1953.[1]
- Los estados gozan de igualdad política entre sí, establecen su propio régimen interno, de acuerdo con los principios del gobierno popular, electivo, federal, representativo, alternativo y responsable.
- Establece las garantías de los venezolanos cubren la inviolabilidad de la vida y de la correspondencia; el respeto a la propiedad, al hogar doméstico; la libertad de pensamiento, reunión y asociación pública y privada.
- El derecho al sufragio a todos los venezolanos, sin más restricciones que la condición femenina y la de contar menos de 18 años de edad.
- Se decreta la educación primaria como obligatoria y gratuita.
- Autoriza la libertad de culto, aun cuando conserva la religión católica como credo oficial de la nación.
- En cuanto a los poderes públicos, adopta una división tripartita: ejecutivo, legislativo, y judicial.
- El período presidencial es de 4 años y no se contempla la reelección inmediata. El presidente debe ser venezolano por nacimiento y haber llegado a los 30 años de edad.
- Se instituye que el presidente para tomar decisiones debe estar en Consejo de Ministros.[1]
- La Legislatura nacional es el Congreso y está formada por la Cámara de Senadores y de Diputados; los primeros son elegidos a razón de 2 principales y 2 suplentes por cada estado.
- La Alta Corte Federal está formada por 5 vocales, seleccionados por el Congreso de acuerdo a la lista que le presentan las legislaturas de cada estado; tanto los vocales como los suplentes ejercen sus funciones durante 4 años.
- Los tribunales de justicia de cada entidad federal son independientes.
- Prohibición de la pena capital en Venezuela y la Cadena perpetua.[2]
- Se establece la pena máxima en 10 años.